# Le tre scimmie
Le tre scimmie è un film del 2008 diretto da Nuri Bilge Ceylan, vincitore del premio per la miglior regia al 61º Festival di Cannes.

## Trama
Il film si apre con un ricco uomo d'affari, Servet, che sta organizzando una campagna per le prossime elezioni politiche. L'uomo è assonnato alla guida della propria auto, e lotta per tenere gli occhi aperti. Pochi secondi dopo colpisce un pedone in mezzo alla strada, uccidendolo. L'uomo, in panico, si allontana di soppiatto al sopraggiungere di un'altra auto. Eyüp, un uomo che vive in una baraccopoli di Istanbul con sua moglie e il suo unico figlio, è l'autista di Servet. L'uomo viene svegliato nel cuore della notte dal suo cellulare: è il suo capo, che gli chiede di incontrarlo immediatamente. Servet gli spiega cos'è accaduto e, adducendo la scusa che, qualora l'incidente mortale apparisse sulla stampa, ciò porrebbe fine alla sua carriera politica, propone a Eyüp di subire la pena in vece sua, rimanendo in prigione per un breve periodo di tempo in cambio di un pagamento al suo rilascio. Eyüp accetta l'affare.
Passa un po' di tempo e sopraggiunge l'estate. Il figlio di Eyüp, İsmail, non riesce a entrare di nuovo al college. Sua madre, Hacer, che lavora nella divisione ristorazione di una fabbrica, inizia a preoccuparsi per il figlio e cerca di convincerlo a trovare un lavoro. İsmail suggerisce di condurre i bambini tra casa e scuola, ma i due non hanno alcuna risorsa finanziaria per questo tipo di impresa: İsmail chiede alla madre di esigere un pagamento anticipato da Servet, senza consultare Eyüp. Hacer incontra Servet nel suo ufficio dopo le elezioni (che ha perso), e gli chiede i soldi. Dopo che Hacer lascia l'ufficio e inizia ad aspettare un autobus alla fermata, Servet la convince ad accettare un passaggio verso casa. Tempo dopo il ragazzo scopre che sua madre ha una relazione con Servet.
Dopo aver scontato nove mesi di carcere, Eyüp viene rilasciato. L'uomo sente che le cose sono "un po' peculiari" all'interno della sua casa. Hacer è innamorata di Servet e insiste per mantenere in piedi la loro relazione, benché Servet non sia d'accordo. Una notte Hacer e Eyüp vengono invitati alla stazione di polizia, dove vengono informati che Servet è stato assassinato. Gli agenti di polizia interrogano i due e Eyüp scopre così che Hacer lo tradiva con Servet, negando però di sapere qualcosa al riguardo. İsmail confessa a sua madre di aver ucciso Servet. Eyüp visita una moschea e si calma; successivamente si ferma a parlare con un uomo molto povero, che lavora e dorme all'interno di una casa da tè nel quartiere. Eyüp fa al povero Bayram la stessa proposta che Servet gli fece: farsi carico del crimine commesso da suo figlio.